# Saint-André-des-Eaux, Loire-Atlantique

Saint-André-des-Eaux este o comună în departamentul Loire-Atlantique, Franța. În 2009 avea o populație de 5,282 de locuitori.